# Jalaladim Mingueburnu
Jalaladim ou Jalaladine Mingueburnu ou Jalal al-Din (Jalāl-al-Din Mengübirni) foi o último governante do Império Corásmio.

## Vida
Jalal al-Din foi criado em Gurganj, a rica capital da pátria Corásmia. Um general capaz, ele serviu como segundo em comando de seu pai em pelo menos uma batalha; porém, por ser filho de uma concubina, foi desafiado como sucessor por um irmão mais novo, cuja causa era apoiada pela poderosa Rainha Mãe, Turken Khatun. No entanto, depois que a conquista mongol do Império Corásmio levou à fuga e morte de seu pai em uma ilha no Mar Cáspio, Jalal-al Din ganhou a lealdade da maioria dos legalistas Corásmio.

O novo Xá mudou-se para Gurganj, mas partiu para o leste depois que Terken Khatun se moveu contra ele; fugindo das patrulhas mongóis, ele reuniu um exército substancial em Ghazni. Ele conseguiu infligir uma excelente derrota a Shigi Qutuqu na Batalha de Parwan, mas logo perdeu boa parte de seu exército em uma disputa por despojos. Ele foi derrotado por um vingativo Genghis Khan na Batalha do Indo e fugiu pelo rio. Agora essencialmente um senhor da guerra, Jalal al-Din conseguiu estabelecer uma sucessão de estados de curta duração: primeiro no Punjab, de 1222 a 1224, e depois no noroeste do Irã e na Geórgia, depois de 1225. Na política, Jalal al-Din não tinha a habilidade que sustentava suas façanhas marciais e foi forçado a combater várias grandes revoltas e aumentar a pressão das forças mongóis. Eventualmente, ele foi morto por um curdo em agosto de 1231. O exército que ele reuniu continuaria a aterrorizar o Levante como o mercenário Khwarazmiyya até sua derrota final em 1246.